# Mirbelia ferricola
Mirbelia ferricola es una especie de planta floral del género Mirbelia, familia Fabaceae, orden Fabales.

## Distribución
Se distribuye por Australia Occidental.

## Taxonomía
Fue descrita por R. Butcher y publicada en Nuytsia 22: 84 (2012).